# Fraternité de la Chandeleur (Jerez)
La Fraternité Sacramentelle, Confrérie de Pénitents de Notre Père Jésus des Miséricordes, Notre Dame de la Chandeleur et Sainte Véronique communément appelée Fraternité de la Chandeleur est une confrérie religieuse de la ville de Jerez de la Frontière. Elle va en procession depuis le quartier de « La Plata », pendant la journée du Lundi Saint.

## Histoire
En 1956 un groupe de voisins du quartier de la Plata se déplacent à Séville où il là est accepté comme une confrérie dont les règles sont approuvées le 9 avril 1957. Cette année pendant la Semaine Sainte un petit groupe de pénitents défile  avec la  Fraternité de la Poutre. 
L'an suivant la fraternité procession seule  pour la première fois, avec un paso  portant les statues de Sainte Véronique et Jésus, toutes  deux réalisées par Castillo Lastrucci.

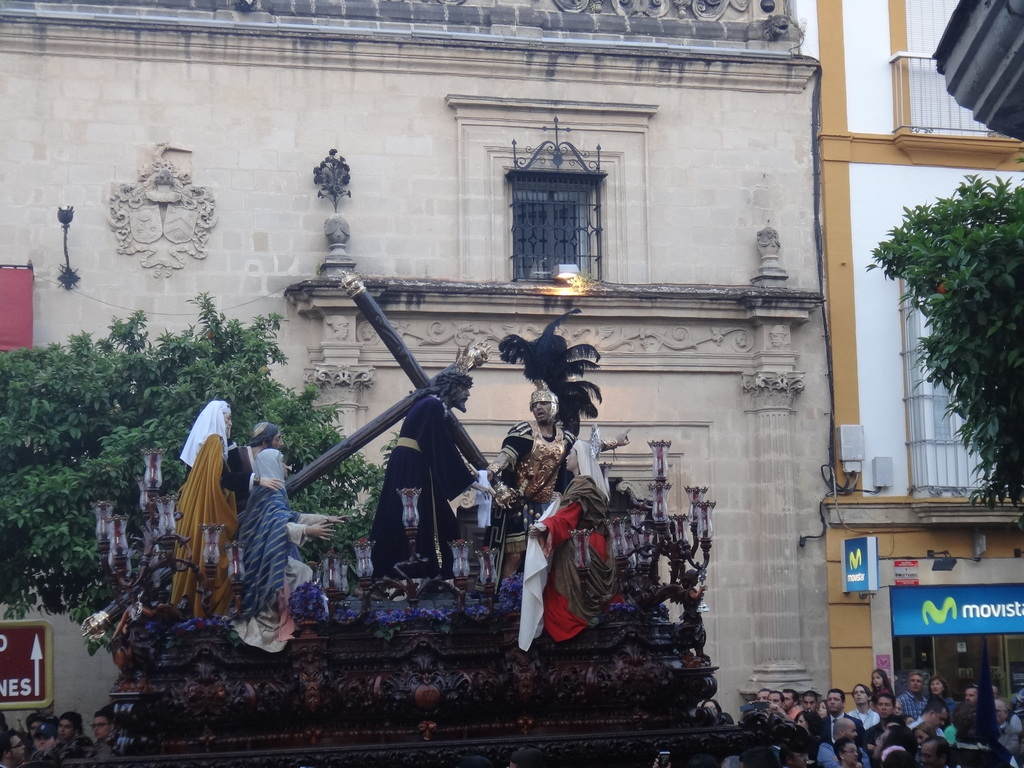
Notre Père Jésus des Miséricordes

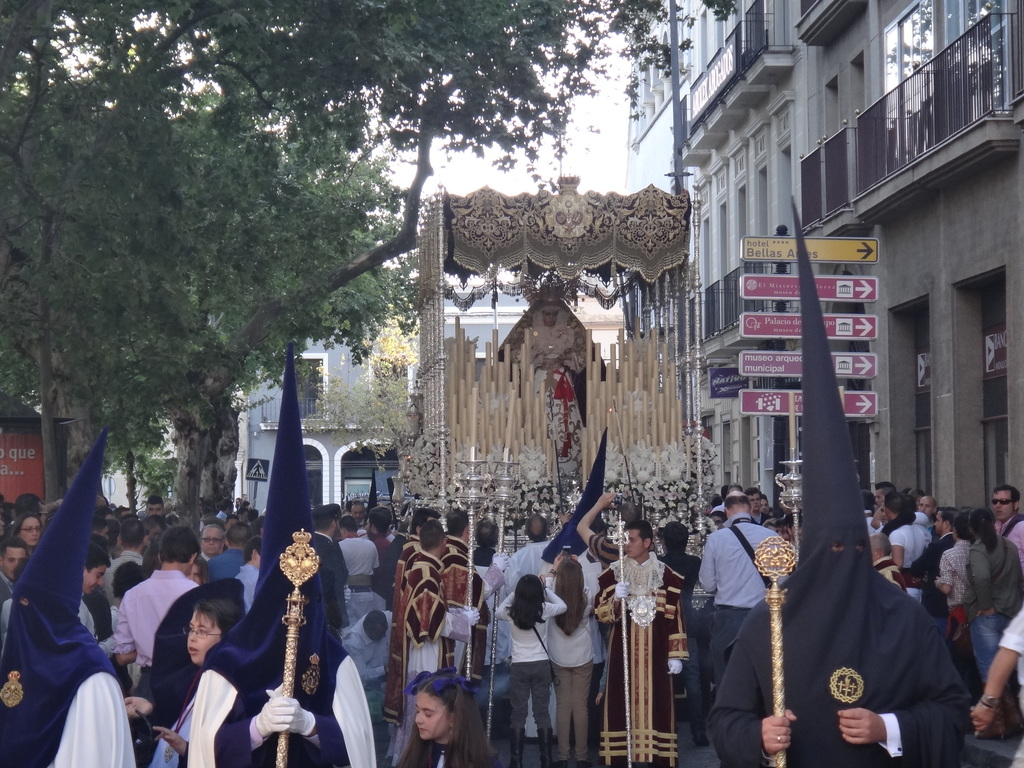
Dais de Notre Dame de la chandeleur

En 1969 Notre Dame de la Chandeleur est portée en procession sous un dais. Vite après la statue de Notre Père Jésus des Miséricordes se révèle  très abîmée par une attaque de parasites xylophages, a dû être détruite et remplacée par une nouvelle, œuvre de  Francisco Pinto Berraquero. Dans l'an 2006 sont ajoutées les autres statues secondaires du paso du Mystère.

## Habit
La tunique et le masque sont violets, avec des différences de tissus: L'habit taillé dans de la serge alors que le masque et le capirote  sont de velours. Il est ceinturé d'un corde tressée d'or et de violet. La cape est de couleur ivoire.

## Pasos
Sont honorés : Santísimo Sacramento, Nuestro Padre Jesús de las Misericordias, Nuestra Señora de la Candelaria et Santa Mujer Verónica, au moyen de deux Pasos. Sur le premier sont mis en scène Jésus chargé de la croix sur la voie de l'Amertume quand Sainte Véronique essuie le visage de Jésus alors qu'un soldat romain le pousse à marcher tandis que Simon de Cyrène essaye de soulager le seigneur du poids de sa croix, les filles de Jérusalem pleurent d'affliction.
Le second paso porte Notre Dame de la Chandeleur sous un dais de brocard d'or.

## Siège
La Paroisse de Sainte Anne dans le quartier de La Plata  est le siège canonique de la confrérie. Le temple a été bâti dans les années cinquante, presque en même temps que les constructions de l'église de la Paroisse de Fátima et celle de la Paroisse des Vignes. Dans cette église aussi qu'a été fondée la Fraternité du Pardon en l'an 1963, avec laquelle entretient une étroite relation.

## Place dans la procession officielle
|                              | Ordre de passage dans la procession officielle du Lundi Saint à Jerèz de La Frontera |                 |
| ---------------------------- | ------------------------------------------------------------------------------------ | --------------- |
| Prédécesseur                 | Rang actuel                                                                          | Successeur      |
| Paix de Fatima Paz de Fátima | 2e rang                                                                              | La Cène La Cena |